# Playa Zicatela

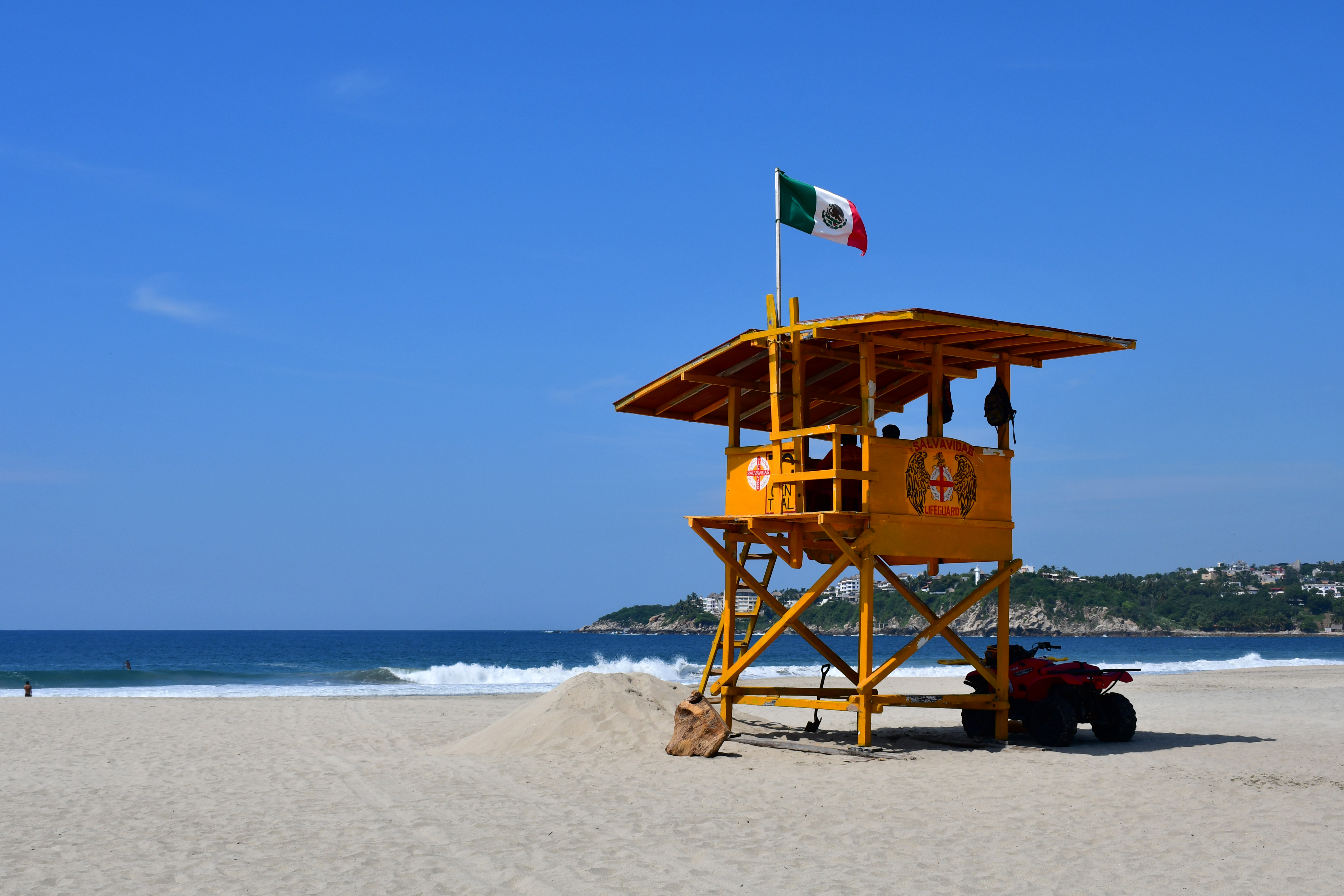
Torre de socorrista en la playa Zicatela.

La playa Zicatela está ubicada en la localidad de Brisas de Zicatela, al oriente de Puerto Escondido, en el estado mexicano de Oaxaca su fama se debe a la práctica del surfing ya que año con año se realizan torneos nacionales e internacionales de surfing.
Significa lugar de espinas grandes y tiene una longitud de 3 km; con su belleza cautiva a los visitantes, especialmente a los que practican el surfing, ya que se considera la tercera playa a nivel mundial para la práctica de este deporte, de acuerdo a la altura de las olas. A nivel nacional ocupa el primer lugar. El torneo más importante se realiza en noviembre.
Debido a que la altura de las olas ha incrementado con el paso del tiempo, es probable que la playa pase del tercer al segundo lugar a nivel mundial para la práctica de surfing.

## Surf
Playa Zicatela es una de las playas más concurridas, ya que en ella se realiza uno de los torneos de surf más importantes de México, evento que le ha dado fama mundial. 
Surfistas de California, descubrieron en Zicatela poderosas corrientes marinas así como monumentales olas de hasta seis metros de altura, lo nombraron "El Pipeline Mexicano".
Los conocedores afirman que esta playa está ubicada en un cuarto nivel de adecuación para el surfing de todos los niveles. En agosto y noviembre se efectúan allí torneos internacionales de dicho deporte.
En esta playa se efectúan dos torneos mundialmente famosos, como son: Zicatela Pro y Quiksilver Pro, en este torneo es fácil encontrar a los competidores más experimentados y legendarios de todo el planeta.